# Campeonato de España de Invierno de Natación 2021
El LXV Campeonato de España de Invierno de Natación se celebró en Palma de Mallorca entre el 25 y el 28 de noviembre de 2021 bajo la organización de la Real Federación Española de Natación (RFEN) y la Federación Balear de Natación.
Las competiciones se realizaron en las Piscinas Municipales de Son Hugo de la ciudad balear.

## Resultados

### Masculino
| Evento                    | Oro                                                                                     | Plata                                                                                        | Bronce                                                                                   |
| ------------------------- | --------------------------------------------------------------------------------------- | -------------------------------------------------------------------------------------------- | ---------------------------------------------------------------------------------------- |
| 50 m libre (28.11)        | Óscar Pascual Madrid N. C. Juan Francisco Segura Madrid N. C. 21,93                     | —                                                                                            | Sergio de Celis C. N. Sabadell 21,97                                                     |
| 100 m libre (26.11)       | Sergio de Celis C. N. Sabadell 47,38                                                    | Moritz Berg Real Canoe N. C. 47,97                                                           | César Castro Real Canoe N. C. 48,37                                                      |
| 200 m libre (27.11)       | Sergio de Celis C. N. Sabadell 1:44,17                                                  | César Castro Real Canoe N. C. 1:45,89                                                        | Nacho Campos C. D. Nados Castellón 1:46,21                                               |
| 400 m libre (28.11)       | Sergio de Celis C. N. Sabadell 3:45,49                                                  | Carlos Quijada Real Canoe N. C. 3:46,89                                                      | Carlos Garach C. N. Churriana 3:47,09                                                    |
| 1500 m libre (25.11)      | Carlos Garach C. N. Churriana 14:45,16                                                  | Ferran Julià C. N. Sabadell 14:53,23                                                         | Guillem Pujol C. N. Mataró 14:55,34                                                      |
| 50 m espalda (26.11)      | Hugo González Madrid N. C. 23,83                                                        | Héctor Fontabella C. N. Ferca-San José 24,06                                                 | Alejandro Calderón C. E. Mediterrani 24,08                                               |
| 100 m espalda (28.11)     | Hugo González Madrid N. C. 50,92                                                        | Alejandro Calderón C. E. Mediterrani 52,44                                                   | Héctor Fontabella C. N. Ferca-San José 52,87                                             |
| 200 m espalda (27.11)     | Hugo González Madrid N. C. 1:50,22                                                      | Diego Mira C. N. Sabadell 1:54,31                                                            | Pedro Sánchez C. N. Tenis Elche 1:55,05                                                  |
| 50 m braza (25.11)        | David Benítez C. N. Terrassa 26,98                                                      | Sergio Ortega C. D. Gredos San Diego 27,04                                                   | Jaime Morote Madrid N. C. 27,36                                                          |
| 100 m braza (27.11)       | David Benítez C. N. Terrassa 59,60                                                      | Marcos Rico Madrid N. C. 1:00,00                                                             | Jaime Morote Madrid N. C. 1:00,10                                                        |
| 200 m braza (28.11)       | Jaime Morote Madrid N. C. 2:09,24                                                       | Marc Sánchez C. N. Voltor Balear 2:10,16                                                     | Álvaro Gómez C. N. Madrid Moscardó 2:12,45                                               |
| 50 m mariposa (27.11)     | Alberto Lozano C. E. Mediterrani 22,87                                                  | Álex Ramos C. N. Sabadell 23,69                                                              | Héctor Fontabella C. N. Ferca-San José 23,84                                             |
| 100 m mariposa (25.11)    | Hugo González Madrid N. C. 51,58                                                        | Miguel Martínez Real Canoe N. C. 51,81                                                       | Alberto Lozano C. E. Mediterrani 52,03                                                   |
| 200 m mariposa (26.11)    | Miguel Martínez Real Canoe N. C. 1:54,90                                                | Arbidel González C. N. Santa Olaya 1:55,34                                                   | Guillermo Perosanz C. N. Sabadell 1:57,06                                                |
| 100 m estilos (26.11)     | Juan Francisco Segura Madrid N. C. 53,86                                                | Moritz Berg Real Canoe N. C. 53,91                                                           | Sergio de Celis C. N. Sabadell 54,14                                                     |
| 200 m estilos (27.11)     | Marc Sánchez C. N. Voltor Balear 1:56,73                                                | Arbidel González C. N. Santa Olaya 1:59,26                                                   | Joan Lluís Pons C. N. Sant Andreu 1:59,29                                                |
| 400 m estilos (26.11)     | Joan Lluís Pons C. N. Sant Andreu 4:09,86                                               | Marcos Martín Real Canoe N. C. 4:11,20                                                       | Arbidel González C. N. Santa Olaya 4:13,04                                               |
| 4 × 50 m libre (26.11)    | Madrid N. C. Hugo González Beltrán Rodríguez Juan Francisco Segura Marcos Rico 1:27,71  | C. E. Mediterrani Alberto Lozano Guillem Ramia Alejandro Calderón Francho Artal 1:28,89      | Real Canoe N. C. Moritz Berg César Castro Luis Alcalde Alexander Armstrong 1:29,07       |
| 4 × 100 m libre (27.11)   | Real Canoe N. C. Moritz Berg Luis Alcalde César Castro Aitor Machuca 3:13,26            | Madrid N. C. Juan Francisco Segura Hugo González Beltrán Rodríguez Francisco Arévalo 3:13,36 | C. N. Sabadell Sergio de Celis Álex Ramos Ferran Julià Marcos Gil 3:15,91                |
| 4 × 200 m libre (25.11)   | Madrid N. C. Antoni Mulet Hugo González Iñigo Pravia Francisco Arévalo 7:08,65          | C. N. Sabadell Sergio de Celis Ferran Julià Marcos Gil Álex Ramos 7:09,65                    | Real Canoe N. C. Moritz Berg César Castro Aitor Machuca Alejandro Villarejo 7:09,79      |
| 4 × 50 m estilos (25.11)  | Madrid N. C. Hugo González Jaime Morote Beltrán Rodríguez Juan Francisco Segura 1:35,55 | C. E. Mediterrani Alejandro Calderón Guillem Ramia Alberto Lozano Francho Artal 1:37,42      | C. N. Terrassa Adrián Santos David Benítez Mario Mollà Miguel Durán 1:38,05              |
| 4 × 100 m estilos (28.11) | Madrid N. C. Hugo González Marcos Rico Beltrán Rodríguez Juan Francisco Segura 3:30,28  | Real Canoe N. C. Alexander Armstrong Moritz Berg Miguel Martínez César Castro 3:33,04        | C. E. Mediterrani Alejandro Calderón Genís Armengol Alberto Lozano Francho Artal 3:35,37 |

### Femenino
| Evento                    | Oro                                                                                       | Plata                                                                         | Bronce                                                                             |
| ------------------------- | ----------------------------------------------------------------------------------------- | ----------------------------------------------------------------------------- | ---------------------------------------------------------------------------------- |
| 50 m libre (28.11)        | Lidón Muñoz C. N. Sant Andreu 24,44                                                       | Marta González C. N. Sant Andreu 24,90                                        | Rosa Peris C. N. Castalia Castellón Costa Azahar 25,13                             |
| 100 m libre (26.11)       | Lidón Muñoz C. N. Sant Andreu 53,20                                                       | Marta González C. N. Sant Andreu 54,20                                        | África Zamorano C. N. Sant Andreu 55,13                                            |
| 200 m libre (27.11)       | Ainhoa Campabadal C. N. Sant Andreu 1:58,37                                               | Marta González C. N. Sant Andreu 1:58,85                                      | Nerea Ibáñez C. N. Sabadell 1:59,16                                                |
| 400 m libre (25.11)       | Carla Carrón C. N. Arzúa 4:07,55                                                          | Ángela Martínez KZM S. T. 4:07,63                                             | Paula Juste C. N. Lleida 4:08,31                                                   |
| 800 m libre (28.11)       | Carla Carrón C. N. Arzúa 8:25,34                                                          | Ángela Martínez KZM S. T. 8:28,03                                             | Jimena Pérez C. N. Barcelona 8:32,48                                               |
| 50 m espalda (26.11)      | Paloma de Bordóns C. D. N. Inacua Málaga 27,17                                            | Mireia Pradell C. N. Barcelona 27,50                                          | Tamara Frías R. C. Náutico de Motril 28,12                                         |
| 100 m espalda (28.11)     | África Zamorano C. N. Sant Andreu 59,50                                                   | Paloma de Bordóns C. D. N. Inacua Málaga 59,58                                | Mireia Pradell C. N. Barcelona 59,99                                               |
| 200 m espalda (27.11)     | África Zamorano C. N. Sant Andreu 2:06,49                                                 | Ana Muñoz E. M. El Olivar 2:08,28                                             | Paloma de Bordóns C. D. N. Inacua Málaga 2:08,47                                   |
| 50 m braza (25.11)        | María Ramos C. D. Gredos San Diego 30,28 RN                                               | Jessica Vall C. N. Sabadell 30,68                                             | Txell Domènech C. E. Mediterrani 31,38                                             |
| 100 m braza (27.11)       | Jessica Vall C. N. Sant Andreu 1:05,54                                                    | María Ramos C. D. Gredos San Diego 1:07,10                                    | Laura Rodríguez C. N. Mijas 1:07,27                                                |
| 200 m braza (28.11)       | Jessica Vall C. N. Sant Andreu 2:24,01                                                    | Laura Rodríguez C. N. Mijas 2:24,28                                           | Emma Carrasco C. N. Sant Andreu 2:25,26                                            |
| 50 m mariposa (27.11)     | Lidón Muñoz C. N. Sant Andreu 26,50                                                       | Aina Hierro C. N. Palma 26,95                                                 | Nadia González Real Canoe N. C. 27,05                                              |
| 100 m mariposa (25.11)    | Catalina Corró C. N. Sabadell 58,59                                                       | Alba Guillamón C. N. Sant Andreu 59,81                                        | Carla Hurtado C. N. Tenis Elche 59,85                                              |
| 200 m mariposa (26.11)    | Catalina Corró C. N. Sabadell 2:09,35                                                     | Carla Hurtado C. N. Tenis Elche 2:10,46                                       | Carlota Torrontegui C. N. Santa Olaya 2:10,88                                      |
| 100 m estilos (25.11)     | Lidón Muñoz C. N. Sant Andreu 1:00,33 RN                                                  | África Zamorano C. N. Sant Andreu 1:00,83                                     | Catalina Corró C. N. Sabadell 1:00,96                                              |
| 200 m estilos (27.11)     | Catalina Corró C. N. Sabadell 2:09,26                                                     | Paula Juste C. N. Lleida 2:11,92                                              | Emma Carrasco C. N. Sant Andreu 2:12,39                                            |
| 400 m estilos (26.11)     | Catalina Corró C. N. Sabadell 4:35,10                                                     | Paula Juste C. N. Lleida 4:37,31                                              | Emma Carrasco C. N. Sant Andreu 4:39,39                                            |
| 4 × 50 m libre (26.11)    | C. N. Sant Andreu Lidón Muñoz África Zamorano Alba Guillamón Marta González 1:40,03       | Real Canoe N. C. Carmen Herrero Carla Lanza Marta Cano Nadia González 1:42,56 | C. N. Sabadell Carla Seco Nerea Ibáñez Marina García Catalina Corró 1:43,20        |
| 4 × 100 m libre (27.11)   | C. N. Sant Andreu Marta González Lidón Muñoz África Zamorano Ainhoa Campabadal 3:36,87 RN | C. N. Sabadell Nerea Ibáñez Marina García Carla Seco Catalina Corró 3:41,77   | Real Canoe N. C. Marta Cano Carla Lanza Carmen Herrero Nadia González 3:42,41      |
| 4 × 200 m libre (26.11)   | C. N. Sant Andreu Ainhoa Campabadal Lidón Muñoz Júlia Pujadas África Zamorano 7:54,94     | C. N. Sabadell Marina García Nerea Ibáñez Aina Oliván Catalina Corró 8:02,82  | C. N. Tenis Elche Sara Micó Carla Hurtado Alba Herrero Claudia Marco 8:10,55       |
| 4 × 50 m estilos (25.11)  | C. N. Sant Andreu África Zamorano Jessica Vall Lidón Muñoz Marta González 1:49,70         | C. N. Sabadell Carla Seco Marina García Catalina Corró Nerea Ibáñez 1:52,33   | C. D. Gredos San Diego Paula Martínez María Ramos Irene Berbel Laura López 1:52,79 |
| 4 × 100 m estilos (28.11) | C. N. Sant Andreu África Zamorano Jessica Vall Alba Guillamón Lidón Muñoz 3:56,94 RN      | C. N. Sabadell Carla Seco Marina García Catalina Corró Nerea Ibáñez 4:02,71   | C. D. Gredos San Diego Laura López María Ramos Paula Martínez Irene Berbel 4:05,01 |

## Clasificaciones
A continuación se detalla el Top 10 de las clasificaciones masculina y femenina:

### Clasificación masculina
| Puesto            | Club                   | Puntos |
| ----------------- | ---------------------- | ------ |
| Medalla de oro    | C. N. Sabadell         | 24 770 |
| Medalla de plata  | Real Canoe N. C.       | 23 821 |
| Medalla de bronce | C. N. Sant Andreu      | 23 597 |
| 4                 | Madrid N. C.           | 22 619 |
| 5                 | C. D. Gredos San Diego | 21 564 |
| 6                 | C. E. Mediterrani      | 18 306 |
| 7                 | C. N. Ferca-San José   | 15 839 |
| 8                 | C. N. Terrassa         | 15 816 |
| 8                 | C. N. Santa Olaya      | 15 816 |
| 10                | C. D. Nados Castellón  | 14 317 |

### Clasificación femenina
| Puesto            | Club                   | Puntos |
| ----------------- | ---------------------- | ------ |
| Medalla de oro    | C. N. Sant Andreu      | 28 892 |
| Medalla de plata  | C. N. Sabadell         | 22 703 |
| Medalla de bronce | C. D. Gredos San Diego | 20 626 |
| 4                 | C. N. Tenis Elche      | 19 143 |
| 5                 | C. N. Barcelona        | 16 212 |
| 6                 | Real Canoe N. C.       | 15 836 |
| 7                 | C. D. N. Inacua Málaga | 14 560 |
| 8                 | C. D. El Valle         | 13 797 |
| 9                 | C. N. Mijas            | 12 085 |
| 10                | Navial                 | 12 077 |